# Cartonplast

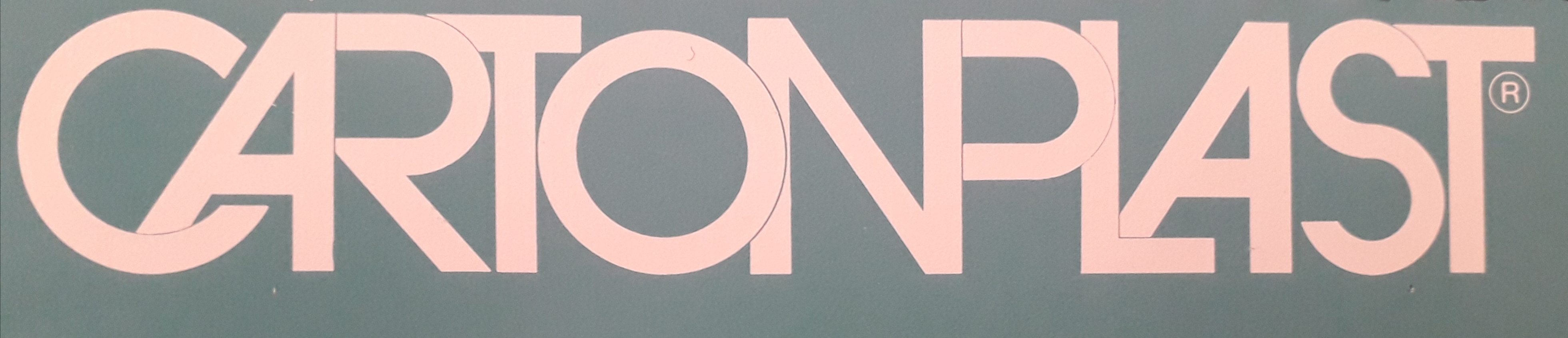

Cartonplast è un termine a cui si ricorre per riferirsi alla lastra alveolare in Polipropilene (PP), Polietilene (PE), Polietilene tereftalato glicole (PETG), riciclabile e riutilizzabile,   ottenuta mediante il processo di estrusione di polimeri termoplastici. Il termine fu coniato da Marco Terragni, inventore del primo processo al mondo di estrusione della lastra.

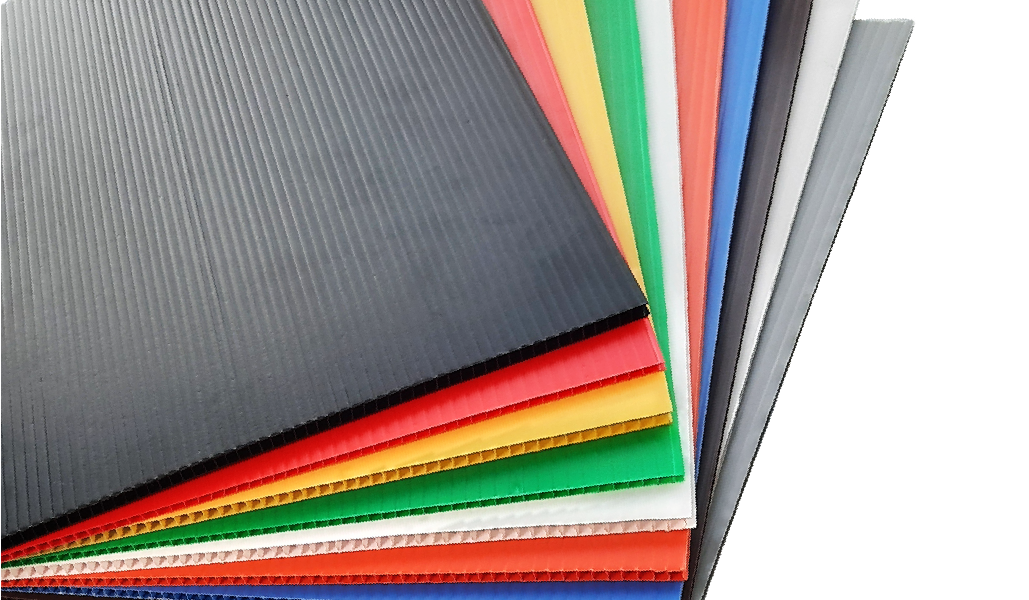
Lastre di Cartonplast di diversi colori

Originariamente utilizzato da Covema per riferirsi alle apposite linee di estrusione in seguito, diffusosi a livello internazionale, venne impiegato comunemente per riferirsi alla lastra alveolare. A partire dal 1974 Covema ne detiene il trademark.

## Storia
Il Cartonplast fu sviluppato verso la fine degli anni '60 e primi anni '70 da Marco Terragni, imprenditore e CEO di Covema, presso i laboratori della società "Ricerche Industriali e Applicazioni Poliolefiniche" (RIAP) di Zingonia, appartenente al gruppo Covema. Marco Terragni insieme ad un team di ingegneri aveva incominciato, su richiesta di un cliente brasiliano, ad ideare un nuovo processo che permettesse di ottenere una lastra alveolare in Polipropilene che potesse rimpiazzare le lastre di cartone tipicamente utilizzate per comporre scatole. In quegli anni la Toshiba stava adoperando un processo per la produzione di lastre alveolari in plastica che riprendeva quello tradizionale per le lastre di cartone, molto dispendioso energeticamente e poco efficiente.
Su sua intuizione, Marco Terragni, brevettò nel 1972 il primo processo al mondo che permetteva la produzione di lastre alveolari in polimeri termoplastici mediante estrusione; lo stesso anno Covema produsse la prima linea Cartonplast che venne installata lo stesso anno in Brasile. Questa linea è tuttora in uso in Brasile.
Covema durante gli anni '70 vendette molteplici impianti in Europa ma soprattutto in Nord-America e Sud-America, diffondendo a livello internazionale il suo utilizzo. Negli anni '90 questa tecnologia conobbe un grande slancio grazie soprattutto alla creazione da parte della Formosa Plastics Corporation, colosso internazionale nella produzione di plastica con a capo il miliardario YC Wang, della più grande produzione al mondo di lastre di Cartonplast negli USA. Le lastre di Cartonplast prodotte da questa società sono vendute anche sotto il tradename Coroplast, Interpro.
Tuttora le linee di estrusione per il Cartonplast vengono prodotte dalla Agripak di Milano, società fondata appositamente da Marco Terragni e gestita dai suoi eredi.

## Utilizzo
Il Cartonplast viene utilizzato per la creazione di scatole riutilizzabili per la logistica e in molteplici applicazioni in campo medico-sanitario. Viene utilizzato come imballaggio industriale dall'esercito americano US army. Viene anche utilizzato nella cartellonistica pubblicitaria e per alcune componenti dei frigoriferi.

## Riciclo
Il Cartonplast in PP e PE è riutilizzabile e 100% riciclabile.

Codice di riciclo